# Фордајс (Небраска)
Фордајс (енгл. Fordyce) град је у америчкој савезној држави Небраска.

## Демографија
По попису из 2010. године број становника је 139, што је 43 (-23,6%) становника мање него 2000. године.
| Група             | 2000.       | 2010.       |
| Белци             | 173 (95,1%) | 128 (92,1%) |
| Афроамериканци    | 0 (0,0%)    | 0 (0,0%)    |
| Азијати           | 0 (0,0%)    | 0 (0,0%)    |
| Хиспаноамериканци | 9 (4,9%)    | 9 (6,5%)    |
| Укупно            | 182         | 139         |